# Pierre de Fermat
Pierre de Fermat (17 d'agost de 1601 o 1607/8 – Tolosa de Llenguadoc, 12 de gener de 1665) fou un jurista i matemàtic occità, sobresortí pels seus treballs matemàtics. Estudià a Tolosa de Llenguadoc. Introduí per primera vegada l'infinit en el càlcul, descobrí les propietats de diversos nombres i és considerat el creador de la moderna teoria de nombres. Amb René Descartes, aplicà l'àlgebra a la geometria i, amb Blaise Pascal, fundà la teoria de la probabilitat. Aplicà el concepte de les variables infinitesimals als problemes de quadratura, de càlcul de màxims i mínims i a la construcció de tangents. El 1679 el seu fill Samuel publicà Varia opera mathematica, en què es recull bona part de l'obra de Fermat.
A més, és conegut per l'últim teorema de Fermat, així com pel petit teorema de Fermat.

## Vida i obra

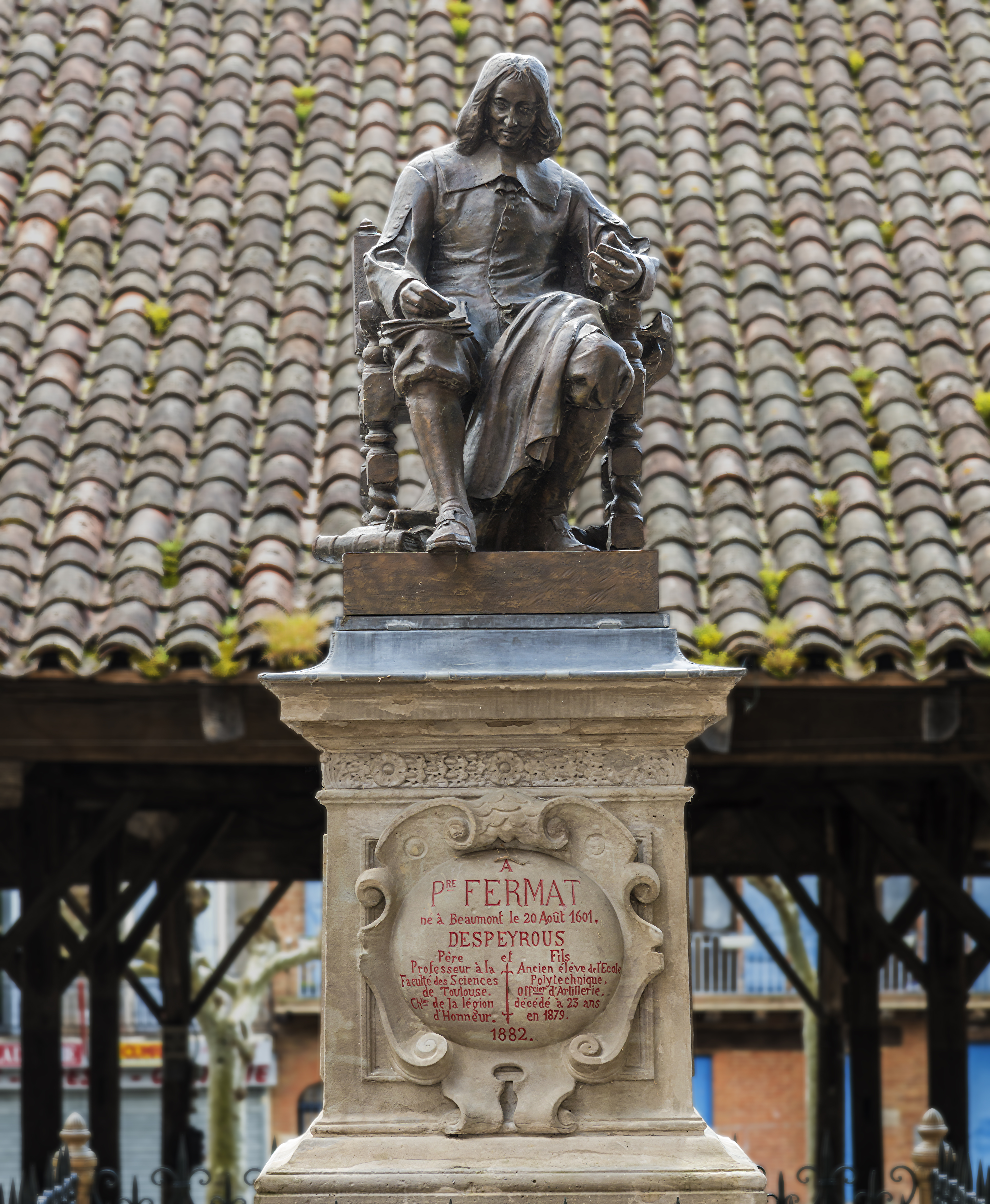
Monument a Fermat a Bèumont de Lomanha

Fermat va néixer a Bèumont de Lomanha, Tarn i Garona (França); la mansió de finals del segle xv on va néixer és actualment un museu. Era d'origen basc. El pare de Fermat era un ric mercant de cuir i segon cònsol de Bèumont de Lomanha. La seva mare era Claire de Long. Pierre tenia un germà i dues germanes i amb tota probabilitat va créixer al seu lloc natal.
Va atendre a la Universitat de Tolosa abans de traslladar-se a Bordeus a la segona meitat dels anys 20 del segle xvii. A Bordeus va començar les seves primeres investigacions matemàtiques serioses. Durant aquesta època va fer treballs sobre màxims i mínims, que va donar a Étienne d'Espagnet amb qui compartia interessos matemàtics. Allà va quedar influenciat per l'obra de François Viète.
Després de Bordeus, Fermat va anar a Orleans, on es va graduar en dret a la universitat. Fermat coneixia bé el llatí, el basc, el grec clàssic, l'italià i l'espanyol.
Va treballar tota la vida com a advocat del Parlament de Tolosa de Llenguadoc, i arribà a ser, el 1634, Conseilleur de la Chambre de Requêtes (una mena de magistrat) i, el 1648, conseller reial. En el parlament de Tolosa va coincidir amb Pierre de Carcavi, que, en marxar a París, va introduir el seu nom en el cercle de Marin Mersenne. A Tolosa es va casar amb Louise du Long, una aristòcrata, amb qui van tenir vuit fills, dels quals cinc van arribar a l'adultesa:Clément-Samuel, Jean, Claire, Catherine i Louise.
Va comunicar la major part de la seva obra matemàtica en cartes a amics, sovint sense o amb poques proves dels seus teoremes. Això li va permetre mantenir el seu estatus d'"aficionat" mentre guanyava el reconeixement que desitjava. Va tenir amistat amb Blaise Pascal.

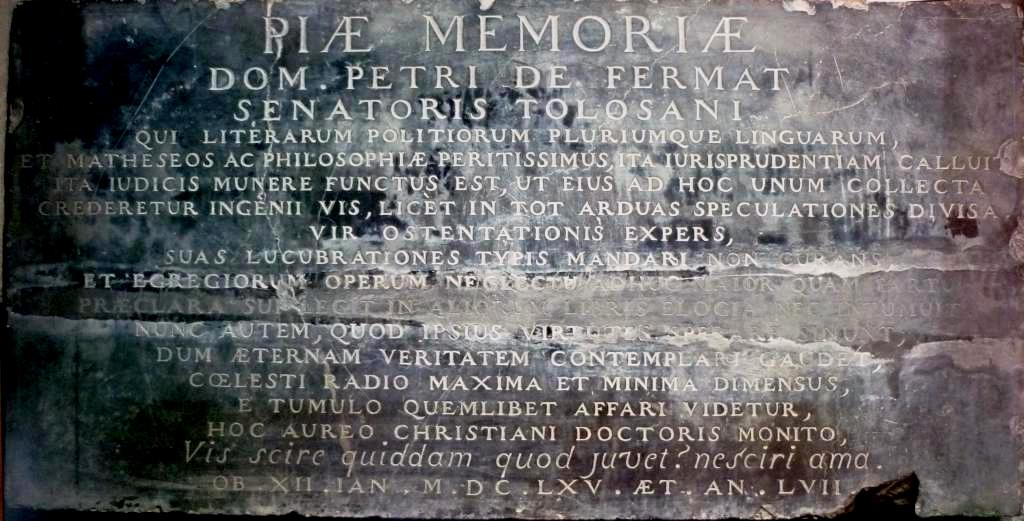
Epitafi de Fermat.

Va morir a Castres, Tarn, on a la seva tomba posa que tenia 57 anys. L'institut d'educació secundària més vell i prestigiós de Tolosa s'anomena en honor seu: el Liceu Pierre de Fermat. L'escultor francès Théophile Barrau va fer una estàtua de marbre anomenada Hommage à Pierre Fermat en reconeixement.

## Obra matemàtica
Mentre Pascal el qualificava com el més gran matemàtic de tot Europa i Mersenne com el savi conseller de Tolosa, Descartes el va qualificar de fanfarró i Wallis li deia el maleït francès. El cas és que les idees de Fermat no deixaven ningú indiferent. Això no obstant, Fermat no va publicar mai res: volia mantenir-se en el més absolut anonimat. Quan Roberval i Étienne Pascal el 1637 li van oferir publicar alguna de les seves obres sobre geometria, els va contestar: En qualsevol de les meves obres que considereu dignes de publicació, no vull que el meu nom hi aparegui. Fermat sempre va considerar les matemàtiques com un entreteniment, un refugi de les contínues disputes amb què havia de treballar com a jurista i advocat.
Per això, l'obra de Fermat només es troba en les cartes que va encreuar amb els matemàtics contemporanis. Després de la seva mort, el seu fill gran, Samuel, va fer publicar alguns dels treballs del pare, en un volum titulat Varia Opera Mathematica (Tolosa, 1679).

### Espiral de Fermat
També coneguda com a espiral parabòlica, és una corba que respon a aquesta equació:
{\displaystyle r=\pm \theta ^{1/2}\,}
És un cas particular de l'espiral d'Arquimedes.

### Nombres amics
Els nombres amics són un parell de nombres naturals a i b tals que a és la suma dels divisors propis de b, i b és la suma dels divisors propis de a. La unitat es considera divisor propi, però no s'hi considera el mateix nombre.
El 1636, Fermat va descobrir que 17.296 i 18.416 eren una parella de nombres amics, a banda de redescobrir una fórmula general per a calcular-los, trobada per Tabit ibn Qurra, al voltant de l'any 850.

### Nombre de Fermat
Un nombre de Fermat és un nombre natural d'aquesta forma:
{\displaystyle F_{n}=2^{2^{n}}+1}
en què n és natural.
Pierre de Fermat conjecturà que tots els nombres naturals d'aquesta forma amb n natural eren nombres primers, però Leonhard Euler provà que no era així l'any 1732. En efecte, en assignar n=5 s'obté un nombre compost:
{\displaystyle F_{5}=2^{2^{5}}+1=2^{32}+1=4294967297=641\cdot 6700417\;}

### Teorema de la suma de dos quadrats
El teorema de la suma de dos quadrats afirma que tot nombre primer p, tal que p-1 és divisible entre 4, es pot escriure com a suma de dos quadrats. El 2 també s'hi inclou, ja que 1²+1²=2. Fermat enuncià el seu teorema en una carta a Marin Mersenne datada del 25 de desembre de 1640, raó per la qual se'l coneix també com a teorema de Nadal de Fermat.

### Petit teorema de Fermat
El petit teorema de Fermat, referent a la divisibilitat de nombres, afirma que, si s'eleva un nombre a a la p-èsima potència i al resultat se li resta a, el que roman és divisible per p, i p és un nombre primer. El seu interès principal rau en la seva aplicació al problema del primalitat i en criptografia.

#### Congruència de Fermat
En l'àmbit de la teoria de nombres, la congruència de Fermat és una propietat que compleixen certs enters.
El nombre enter {\displaystyle n} es diu que satisfà la congruència de Fermat si per tot enter {\displaystyle a} coprimer amb {\displaystyle n}, s'esdevé que {\displaystyle a^{n-1}\equiv 1{\pmod {n}}}.
El petit teorema de Fermat estableix precisament que tots els nombres primers compleixen la congruència de Fermat. Els nombres no primers que també la compleixen són els nombres de Carmichael.

### Principi de Fermat
El principi de Fermat és que el camí que pren un raig de llum per anar d'un punt a l'altre és el que es pot recórrer en el menor temps possible. Aquest principi sovint es pren com a definició de raig de llum. Pot ser utilitzat per descriure les propietat dels rajos de llum reflectits i refractats en diferents medis. Pot ser deduït del principi de Huygens i pot ser utilitzat per derivar la llei de Snell de la refracció i la reflexió.

### Darrer teorema de Fermat
Malgrat que Fermat assegurava que tenia proves per a tots els seus teoremes aritmètics, n'han sobreviscut ben poques. Molts matemàtics, incloent-hi Gauss, dubtaven d'algunes de les seves afirmacions, especialment donada la dificultat d'alguns dels problemes i les eines matemàtiques limitades de Fermat. El seu conegut darrer teorema va ser descobert pel seu fill en un marge a la còpia del seu pare d'una equació de Diofant, i hi havia aquesta nota:
| « | Cubum autem in duos cubos, aut quadratoquadratum in duos quadratosquadratos, et generaliter nullam in infinitum ultra quadratum potestatem in duos ejusdem nominis fas est dividere: cujus rei demonstrationem mirabilem sane detexi. Hanc marginis exiguitas non caperet. | » |

| « | És impossible que un cub sigui la suma de dos cubs, que una potència quarta sigui la suma de dues potències quartes i, en general, que qualsevol nombre que sigui una potència superior a dos sigui la suma de dues potències del mateix valor. He descobert una demostració veritablement meravellosa d'aquesta proposició, però aquest marge és massa estret perquè hi càpiga. | » |

Aquest problema es convertí en un malson per a molts matemàtics, que no en trobaven proves. De fet, es dubta si ell en tenia, ja que quan fou demostrat més endavant (el 1995) per Andrew Wiles, el mètode utilitzava tècniques matemàtiques que van aparèixer molt després de la mort de Fermat.